# Zak Hilditch
Zak Hilditch este un regizor de film și scenarist australian. Este cunoscut pentru 1922 (2017), These Final Hours (2013) și Transmission (2012).

## Filmografie

### Ca regizor
- Waiting for Naval Base Lilly (2003)
- The Actress (2005)
- At Play (2006, scurtmetraj)
- The Glimpse (2006, scurtmetraj)
- Plum Role (2007)
- Before Closing (2007, scurtmetraj)
- Arrivals and Departures (2009, scurtmetraj)
- The Toll  (2010)
- Transmission (2012, scurtmetraj)
- These Final Hours (2013)[3][4][5]
- 1922 (2017)